# Bactrocera amplexa
Bactrocera amplexa
 es una especie de díptero que Munro describió por primera vez en 1984. Bactrocera amplexa pertenece al género Bactrocera de la familia Tephritidae.